# Konstantin Vasilioglu
Konstantin Konstantínovich Vasilioglu (Óblast de Odesa, 27 de febrero de 1938-Chișinău, 10 de enero de 2014) fue un escritor ucraniano gagaúzo.
Estudió en su aldea natal y más tarde psicología en Chișinău.

## Obra
- Bucaktan Seslär, 1959
- Sevgilim,2003
- Vatanim-Bucak, 2007
- Bucak Dannari, 2007